# کمپلی
کمپلی (به انگلیسی: Kempley) یک روستا و محله مدنی در بریتانیا است که در Forest of Dean واقع شده‌است. کمپلی ۲۸۰ نفر جمعیت دارد.